# Constantin Pecqueur
Constantin Pecqueur, född 1801, död 1887, var en fransk socialist.
Pecqueur var starkt påverkad av Henri de Saint-Simon, men med en grundligare ekonomisk bildning än denne, verkade Pecqueur för en starkt religiöst färgad socialism. Han ansåg moralisk förnyelse som en förutsättning för socialismens genomförande. Hans huvudarbete är Économie sociale des intérêts du commerce (3 band, 1839)